# Medalistki mistrzostw Polski seniorów w biegu na 400 metrów przez płotki
Medalistki mistrzostw Polski seniorów w biegu na 400 metrów przez płotki – zdobywczynie medali seniorskich mistrzostw Polski w konkurencji biegu na 400 metrów przez płotki.
Bieg na 400 metrów przez płotki kobiet jest rozgrywany na mistrzostwach kraju od mistrzostw w 1973, które odbyły się w Warszawie. Pierwszą w historii mistrzynią Polski została zawodniczka olsztyńskiej Gwardii Danuta Piecyk, która uzyskała wynik 56,7 s, będący jednocześnie nieoficjalnym rekordem świata.
Najwięcej medali mistrzostw Polski (po  jedenaście) zdobyły Anna Jesień i Joanna Linkiewicz, zaś najwięcej tytułów mistrzowskich (dziesięć) wywalczyła Joanna Linkiewicz.
Aktualny rekord mistrzostw Polski seniorów w biegu na 400 metrów przez płotki wynosi 54,54 i został ustanowiony przez Annę Jesień podczas mistrzostw w 2005 w Białej Podlaskiej.

## Medalistki
| NR - rekord kraju \| PB – rekord życiowy \| SB – najlepszy wynik w sezonie \| NL – najlepszy wynik w polskich tabelach w sezonie |

| Mistrzostwa              | 1. miejsce                           | Rezultat | 2. miejsce                            | Rezultat  | 3. miejsce                                                               | Rezultat |
| 1922-1972                | nie rozgrywano                       |          |                                       |           |                                                                          |          |
| Warszawa 1973            | Danuta Piecyk Gwardia Olsztyn        | 56,7 NR  | Krystyna Kacperczyk Skra Warszawa     | 57,4      | Elżbieta Katolik Wisła Kraków                                            | 57,7     |
| Warszawa 1974            | Danuta Piecyk Gwardia Olsztyn        | 58,0     | Zofia Zwolińska Gwardia Warszawa      | 59,2      | Danuta Gąska Budowlani Bydgoszcz                                         | 1:00,4   |
| Bydgoszcz 1975           | Danuta Piecyk Gwardia Olsztyn        | 58,5     | Zofia Zwolińska Gwardia Warszawa      | 59,3      | Kazimiera Chlebowska Wawel Kraków                                        | 1:01,3   |
| Bydgoszcz 1976           | Genowefa Nowaczyk Orkan Poznań       | 59,95    | Hanna Szajek Olimpia Poznań           | 1:02,01   | Mirosława Chełczyńska Polonia Warszawa                                   | 1:02,46  |
| Bydgoszcz 1977           | Elżbieta Katolik Wisła Kraków        | 56,91    | Krystyna Kacperczyk Skra Warszawa     | 57,02     | Zofia Zwolińska Gwardia Warszawa                                         | 58,72    |
| Warszawa 1978            | Krystyna Kacperczyk Skra Warszawa    | 57,26    | Genowefa Błaszak Orkan Poznań         | 58,50     | Małgorzata Gajewska Start Lublin                                         | 58,81    |
| Poznań 1979              | Elżbieta Katolik Wisła Kraków        | 58,83    | Danuta Piecyk Gwardia Olsztyn         | 59,44     | Barbara Kwietniewska Lechia Kielce                                       | 1:00,53  |
| Łódź 1980                | Barbara Kwietniewska Łysogóry Kielce | 58,18    | Elżbieta Katolik Wisła Kraków         | 58,58     | Anna Maniecka AZS Kraków                                                 | 59,48    |
| Zabrze 1981              | Genowefa Błaszak Orkan Poznań        | 55,82    | Anna Maniecka AZS-AWF Kraków          | 58,78     | Danuta Piecyk Gwardia Olsztyn                                            | 59,39    |
| Lublin 1982              | Anna Maniecka Wawel Kraków           | 59,73    | Beata Niedzielska AZS Wrocław         | 1:00,43   | Jadwiga Sadowska Victoria Racibórz                                       | 1:00,68  |
| Bydgoszcz 1983           | Genowefa Błaszak Orkan Poznań        | 56,62    | Jolanta Stalmach Gwardia Warszawa     | 57,97     | Anna Maniecka Wawel Kraków                                               | 58,29    |
| Lublin 1984              | Jolanta Stalmach Gwardia Warszawa    | 59,40    | Małgorzata Gąsior AZS Wrocław         | 59,76     | Beata Niedzielska AZS Wrocław                                            | 1:00,30  |
| Bydgoszcz 1985           | Genowefa Błaszak Chemik Kędzierzyn   | 55,69    | Jolanta Stalmach Gwardia Warszawa     | 56,12     | Beata Adamczyk Górnik Zabrze                                             | 57,63    |
| Grudziądz 1986           | Genowefa Błaszak Chemik Kędzierzyn   | 55,56    | Jolanta Stalmach Gwardia Warszawa     | 56,84     | Beata Adamczyk Górnik Zabrze                                             | 58,61    |
| Poznań 1987              | Małgorzata Dunecka Start Lublin      | 58,65    | Małgorzata Płatek AZS Wrocław         | 58,75     | Beata Adamczyk Górnik Zabrze                                             | 59,93    |
| Grudziądz 1988           | Genowefa Błaszak Chemik Kędzierzyn   | 56,49    | Małgorzata Płatek AZS Wrocław         | 58,44     | Beata Knapczyk Wawel Kraków                                              | 59,58    |
| Kraków 1989              | Beata Knapczyk Wawel Kraków          | 57,99    | Małgorzata Płatek AZS-AWF Wrocław     | 58,44     | Monika Warnicka AZS-AWF Wrocław                                          | 59,11    |
| Piła 1990                | Agata Sadurska AZS-AWF Warszawa      | 58,42    | Małgorzata Płatek AZS-AWF Wrocław     | 58,92     | Barbara Grzywocz AZS-AWF Katowice                                        | 59,98    |
| Kielce 1991              | Monika Warnicka AZS-AWF Wrocław      | 57,30    | Agata Sadurska AZS-AWF Warszawa       | 57,88 PB  | Barbara Grzywocz AZS-AWF Katowice                                        | 58,30    |
| Warszawa 1992            | Monika Warnicka AZS-AWF Wrocław      | 56,57    | Anna Stefańska Budowlani Częstochowa  | 58,55     | Agata Sadurska AZS-AWF Warszawa                                          | 58,73    |
| Kielce 1993              | Sylwia Pachut AZS-AWF Katowice       | 56,18    | Monika Warnicka AZS-AWF Wrocław       | 56,79     | Elżbieta Zaborowska Start Resursa Zduńska Wola                           | 58,09    |
| Piła 1994                | Monika Warnicka AZS-AWF Wrocław      | 55,93    | Sylwia Pachut AZS-AWF Katowice        | 56,42     | Elżbieta Zaborowska AZS-AWF Warszawa                                     | 58,45    |
| Warszawa 1995            | Monika Warnicka AZS-AWF Wrocław      | 56,39    | Agata Wołkowycka AZS-AWF Warszawa     | 1:00,22   | Dorota Bartnik Olimpia Poznań                                            | 1:00,75  |
| Piła 1996                | Monika Warnicka AZS-AWF Wrocław      | 57,37    | Halina Pilch AZS-AWF Kraków           | 59,56     | Barbara Łazarczyk AZS-AWF Katowice                                       | 59,96    |
| Bydgoszcz 1997           | Monika Warnicka AZS-AWF Wrocław      | 56,86    | Małgorzata Pskit Start Łódź           | 57,29     | Renata Zomerska AZS-AWF Wrocław                                          | 59,15    |
| Wrocław 1998             | Małgorzata Pskit Start Łódź          | 58,07    | Anna Olichwierczuk Skra Warszawa      | 58,53     | Renata Zomerska AZS-AWF Wrocław                                          | 59,19    |
| Kraków 1999              | Anna Olichwierczuk Skra Warszawa     | 56,43    | Małgorzata Pskit Schöller Namysłów    | 57,74     | Aleksandra Pielużek Skra Warszawa                                        | 58,10    |
| Kraków 2000              | Anna Olichwierczuk Skra Warszawa     | 55,75    | Małgorzata Pskit Błękitni Osowa Sień  | 56,02     | Aleksandra Pielużek Skra Warszawa                                        | 58,26    |
| Bydgoszcz 2001           | Małgorzata Pskit Skra Warszawa       | 55,04    | Anna Olichwierczuk Skra Warszawa      | 55,61     | Aleksandra Pielużek Skra Warszawa                                        | 57,39    |
| Szczecin 2002            | Anna Olichwierczuk Skra Warszawa     | 56,17    | Małgorzata Pskit Warszawianka         | 57,14     | Karolina Tłustochowska AZS-AWF Wrocław                                   | 58,57    |
| Bielsko-Biała 2003       | Anna Jesień AZS-AWF Warszawa         | 55,90    | Małgorzata Pskit Warszawianka         | 56,07     | Marta Chrust AZS-AWF Wrocław                                             | 56,93    |
| Bydgoszcz 2004           | Małgorzata Pskit Warszawianka        | 55,48    | Marta Chrust AZS-AWF Wrocław          | 56,38     | Anna Jesień AZS-AWF Warszawa                                             | 56,63    |
| Biała Podlaska 2005      | Anna Jesień AZS-AWF Warszawa         | 54,53    | Małgorzata Pskit AZS-AWF Wrocław      | 55,25     | Marta Chrust-Rożej AZS-AWF Wrocław                                       | 55,56    |
| Bydgoszcz 2006           | Marta Chrust-Rożej AZS-AWF Wrocław   | 55,85    | Agnieszka Karpiesiuk AZS-AWFiS Gdańsk | 56,06     | Aneta Jakóbczak AZS Poznań                                               | 59,09    |
| Poznań 2007              | Weronika Zielińska Warszawianka      | 59,52    | Monika Kopycka MKL Toruń              | 59,67     | Katarzyna Izydorek AZS-AWF Poznań                                        | 59,68    |
| Szczecin 2008            | Małgorzata Pskit AZS-AWF Wrocław     | 56,36    | Aneta Jakóbczak AZS Poznań            | 58,12     | Marta Chrust-Rożej AZS-AWF Wrocław                                       | 58,27    |
| Bydgoszcz 2009           | Anna Jesień AZS-AWF Warszawa         | 56,19    | Agnieszka Karpiesiuk AZS-AWFiS Gdańsk | 56,38     | Marta Chrust-Rożej AZS-AWF Wrocław                                       | 56,70    |
| Bielsko-Biała 2010       | Marzena Kościelniak Olimpia Poznań   | 56,56    | Tina Polak AZS-AWF Katowice           | 57,13     | Monika Kopycka BKS Bydgoszcz                                             | 59,87    |
| Bydgoszcz 2011           | Tina Polak AZS-AWF Katowice          | 55,90    | Anna Jesień Prefbet Śniadowo Łomża    | 57,00     | Marta Chrust-Rożej AZS-AWF Wrocław                                       | 57,20    |
| Bielsko-Biała 2012       | Anna Jesień Prefbet Śniadowo Łomża   | 55,74    | Tina Matusińska AZS-AWF Katowice      | 55,87 PB  | Aneta Jakóbczak Śląsk Wrocław                                            | 57,20 PB |
| Toruń 2013               | Joanna Linkiewicz AZS-AWF Wrocław    | 56,86 PB | Joanna Banach Młodzik Warszawa        | 57,38     | Emilia Ankiewicz AZS-AWF Warszawa                                        | 58,03    |
| Szczecin 2014            | Joanna Linkiewicz AZS-AWF Wrocław    | 55,98 PB | Emilia Ankiewicz AZS-AWF Warszawa     | 56,73 PB  | Joanna Banach Młodzik Warszawa                                           | 57,44    |
| Kraków 2015              | Joanna Linkiewicz AZS-AWF Wrocław    | 56,38    | Emilia Ankiewicz AZS-AWF Warszawa     | 57,02     | Tina Matusińska AZS-AWF Katowice                                         | 57,13 SB |
| Bydgoszcz 2016           | Joanna Linkiewicz AZS-AWF Wrocław    | 55,55    | Emilia Ankiewicz AZS-AWF Warszawa     | 56,54     | Tina Matusińska UKS Chromik Mysłowice                                    | 56,95    |
| Białystok 2017           | Joanna Linkiewicz AZS-AWF Wrocław    | 56,00    | Emilia Ankiewicz AZS-AWF Warszawa     | 56,31 =SB | Klaudia Żurek AZS-AWF Kraków                                             | 57,79    |
| Lublin 2018              | Joanna Linkiewicz AZS-AWF Wrocław    | 56,21    | Justyna Saganiak UKS 55 Łódź          | 56,62 PB  | Natalia Wosztyl RLTL ZTE Radom                                           | 57,10 PB |
| Radom 2019               | Joanna Linkiewicz AZS-AWF Wrocław    | 55,55 SB | Emilia Ankiewicz AZS-AWF Warszawa     | 57,34     | Natalia Wosztyl RLTL ZTE Radom                                           | 57,78    |
| Włocławek 2020           | Joanna Linkiewicz KS AZS AWF Wrocław | 56,23    | Natalia Wosztyl RLTL ZTE Radom        | 57,40 SB  | Julia Korzuch AZS-AWF Katowice                                           | 58,12    |
| Poznań 2021              | Joanna Linkiewicz KS AZS AWF Wrocław | 56,32 SB | Julia Korzuch AZS-AWF Katowice        | 57,12 PB  | Emilia Ankiewicz AZS-AWF Warszawa                                        | 57,82    |
| Suwałki 2022             | Izabela Smolińska RLTL Optima Radom  | 57,16 PB | Julia Korzuch KS AZS AWF Katowice     | 58,23     | Aleksandra Wołczak AZS-AWF Gorzów                                        | 58,70    |
| Gorzów Wielkopolski 2023 | Izabela Smolińska RLTL Optima Radom  | 57,26    | Anna Maria Gryc KS AZS AWF Warszawa   | 57,90     | Joanna Linkiewicz KS AZS AWF Wrocław Katarzyna Martyna KS AZS AWF Kraków | 58,13    |
| Bydgoszcz 2024           | Joanna Linkiewicz KS AZS AWF Wrocław | 56,58 SB | Izabela Smolińska RLTL GGG Radom      | 57,13     | Anna Maria Gryc KS AZS AWF Warszawa                                      | 57,28    |

## Klasyfikacja medalowa
W historii mistrzostw Polski seniorów na podium tej imprezy stanęło w sumie 51 płotkarek. Najwięcej medali – 11 – wywalczyły Anna Jesień i Joanna Linkiewicz, a najwięcej złotych medali (10) Joanna Linkiewicz. W tabeli kolorem wyróżniono zawodniczki, które wciąż są czynnymi lekkoatletkami.
| Lp. | Zawodniczka            | Złoto | Srebro | Brąz | Razem |
| 1.  | Joanna Linkiewicz      | 10    | 0      | 1    | 11    |
| 2.  | Anna Jesień            | 7     | 3      | 1    | 11    |
| 3.  | Monika Warnicka        | 6     | 1      | 1    | 8     |
| 4.  | Genowefa Błaszak       | 6     | 1      | 0    | 7     |
| 5.  | Małgorzata Pskit       | 4     | 6      | 0    | 10    |
| 6.  | Danuta Piecyk          | 3     | 1      | 1    | 5     |
| 7.  | Elżbieta Katolik       | 2     | 1      | 1    | 4     |
| 8.  | Izabela Smolińska      | 2     | 1      | 0    | 3     |
| 9.  | Jolanta Stalmach       | 1     | 3      | 0    | 4     |
| 10. | Tina Matusińska        | 1     | 2      | 2    | 5     |
| 11. | Agata Wołkowycka       | 1     | 2      | 1    | 4     |
| 12. | Krystyna Kacperczyk    | 1     | 2      | 0    | 3     |
| 13. | Marta Chrust-Rożej     | 1     | 1      | 5    | 7     |
| 14. | Anna Maniecka          | 1     | 1      | 2    | 4     |
| 15. | Sylwia Pachut          | 1     | 1      | 0    | 2     |
| 16. | Małgorzata Dunecka     | 1     | 0      | 1    | 2     |
| 16. | Beata Knapczyk         | 1     | 0      | 1    | 2     |
| 16. | Barbara Kwietniewska   | 1     | 0      | 1    | 2     |
| 19. | Marzena Kościelniak    | 1     | 0      | 0    | 1     |
| 19. | Weronika Zielińska     | 1     | 0      | 0    | 1     |
| 21. | Emilia Ankiewicz       | 0     | 5      | 2    | 7     |
| 22. | Małgorzata Płatek      | 0     | 5      | 0    | 5     |
| 23. | Julia Korzuch          | 0     | 2      | 1    | 3     |
| 23. | Zofia Zwolińska        | 0     | 2      | 1    | 3     |
| 25. | Agnieszka Karpiesiuk   | 0     | 2      | 0    | 2     |
| 26. | Aneta Jakóbczak        | 0     | 1      | 2    | 3     |
| 26. | Natalia Wosztyl        | 0     | 1      | 2    | 3     |
| 28. | Joanna Banach          | 0     | 1      | 1    | 2     |
| 28. | Anna Maria Gryc        | 0     | 1      | 1    | 2     |
| 28. | Monika Kopycka         | 0     | 1      | 1    | 2     |
| 28. | Beata Niedzielska      | 0     | 1      | 1    | 2     |
| 32. | Halina Pilch           | 0     | 1      | 0    | 1     |
| 32. | Justyna Saganiak       | 0     | 1      | 0    | 1     |
| 32. | Anna Stefańska         | 0     | 1      | 0    | 1     |
| 32. | Hanna Szajek           | 0     | 1      | 0    | 1     |
| 36. | Beata Adamczyk         | 0     | 0      | 3    | 3     |
| 36. | Aleksandra Pielużek    | 0     | 0      | 3    | 3     |
| 38. | Barbara Grzywocz       | 0     | 0      | 2    | 2     |
| 38. | Elżbieta Zaborowska    | 0     | 0      | 2    | 2     |
| 38. | Renata Zomerska        | 0     | 0      | 2    | 2     |
| 41. | Dorota Bartnik         | 0     | 0      | 1    | 1     |
| 41. | Mirosława Chełczyńska  | 0     | 0      | 1    | 1     |
| 41. | Kazimiera Chlebowska   | 0     | 0      | 1    | 1     |
| 41. | Danuta Gąska           | 0     | 0      | 1    | 1     |
| 41. | Katarzyna Izydorek     | 0     | 0      | 1    | 1     |
| 41. | Katarzyna Martyna      | 0     | 0      | 1    | 1     |
| 41. | Barbara Łazarczyk      | 0     | 0      | 1    | 1     |
| 41. | Jadwiga Sadowska       | 0     | 0      | 1    | 1     |
| 41. | Karolina Tłustochowska | 0     | 0      | 1    | 1     |
| 41. | Aleksandra Wołczak     | 0     | 0      | 1    | 1     |
| 41. | Klaudia Żurek          | 0     | 0      | 1    | 1     |

## Zmiany nazwisk
Niektóre zawodniczki w trakcie kariery lekkoatletycznej zmieniały nazwiska. Poniżej podane są najpierw nazwiska panieńskie, a następnie po mężu:
Małgorzata Gajewska → Małgorzata Dunecka
Małgorzata Gąsior → Małgorzata Płatek
Genowefa Nowaczyk → Genowefa Błaszak
Anna Olichwierczuk → Anna Jesień
Tina Polak → Tina Matusińska
Agata Sadurska → Agata Wołkowycka